# 空想科学読本
『空想科学読本』（くうそうかがくどくほん）は、柳田理科雄の「空想科学」考察本である。第1巻は1996年に初版が出版された。2019年5月現在、25冊（1 - 17と6.5、Q、ミドリ、金の空想科学読本、銀の空想科学読本、『3分間で地球を守れ!?』『正義のパンチは光の速さ!?』『滅びの呪文で、自分が滅びる!』が存在）が刊行されている。

## 概要
漫画、アニメ、特撮などで描かれるさまざまな「空想科学」ヒーロー・怪獣・各種キャラクターの設定から、時にはライトノベルや昔話などの作品までも「空想科学的」に検証しており、一般読者に受け入れられて第1巻は60万部を超える（65万部）のベストセラーとなり、シリーズ化している。続編・関連書を含む累計発行部数は2018年時点で500万部を超える。
もともとは柳田が経営していた学習塾の赤字を少しでも解消するため、中学時代からの友人で当時宝島社の編集者を務めていた近藤隆史の勧めにより執筆された。しかし、柳田が経営していた学習塾は、本作の印税が入金される前に倒産してしまったという。近藤によると、宝島社の上司から「『消える魔球はなぜ実現できないか』という記事を載せた別冊宝島の新聞広告を載せたら、問い合わせの電話が殺到した」という話を聞かされて本書のアイデアを思い付いた。『空想科学読本』という書名は、その記事を載せた別冊宝島のタイトル『科学読本』に発想を得たものだという。なお、柳田と近藤は1999年に有限会社空想科学研究所（2016年から株式会社へ移行）を設立し、柳田は主任研究員、近藤は所長を名乗っている。椎名誠は自らのエッセイで第1巻を読んだことに触れ絶賛している。第1巻発売当時の新聞広告は本を手に号泣している2人の子供を写しコピーは「子どもの夢を壊す本！」となっている。
しかし、文庫化をめぐっては当初の『1』と『2』の初版発行所である宝島社と決裂し、メディアファクトリーから改訂版・文庫版・新装版が発行されている。過去にはテレビ放映もされた。
近藤ゆたかが挿絵を担当しており、『2』までは木原浩勝が企画監修を担当していた。

## 内容
本書のコンセプトは、基本的には「怪獣映画やマンガなどの空想科学作品で描写されている事象を実際に再現すればどうなるか」を現実の物理法則にあてはめ、シミュレーションすることである。ユーモアあふれる文や挿絵と検証が好評を博してベストセラーになり、続編、関連書も次々と出版されるようになった。
前書きや後書きを除き、柳田の一人称は、基本的には「筆者」である。(時々、『ワタクシ』が入ることがある。)
本書の元になる企画は1995年の『帰ってきた怪獣VOW』（宝島社）における同様の企画で、検証したのも本書と同じく柳田である。
『3』と『4』はSPA!に連載された原稿を元にして大幅な改稿や書下ろしが加えられたものである。『6』以降（『6.5』と『9』を除く）は全国の高等学校・高等専門学校の図書館向けのファクシミリ通信『空想科学 図書館通信』の原稿を大幅に加筆・修正したものとなっている。

### 批判について
本書は原作の設定を考慮せず、柳田自身の仮説を立て、その仮説も否定することで元々の設定を全否定しているケースも少なからず存在し、それらの設定を無視した仮説は批判の対象になっている。
- 『ドラえもん』の「タケコプター」を研究する上において、「タケコプターは反重力を用いて飛行する」という公式設定を無視し、通常のヘリコプターのようにプロペラを物理的に回転させて飛行する、という前提を用いている[注釈 5]。
- ドラえもんの体重は公式設定で129.3kgとされているが、それを80kgとして計算している。
- 『科学忍者隊ガッチャマン』の変身のメカニズムについて「服やヘルメットが圧縮されてブレスレットに収納されている」と本来ない設定を元に考察している。作品内で「ブレスレットの変身ジェネレーターが出す高周波によって普段着ている特殊な服が変化する」という説明がある[注釈 6]。
- 『マジンガーZ』において設定上の動力源を無視し、太陽電池で動かした場合の考察を行う。装甲材を鉄製と想定した場合の考察を行う[注釈 7]。

これらの誤りは重版時に改訂されるケースもあり、ドラえもんの体重は計算しやすいよう、ほど近い130kgに改められている。
1巻には「ゴジラの体重は重すぎるため、生まれた瞬間に圧死する」と導き、初版の帯に書かれ表紙のモチーフにもなっていた研究があったが、後に間違いであったと認め、重版分から「ゴジラは科学的に正しい体重」と訂正された。間違いが存在する点は柳田も『空想科学読本4』の後書きなどで認め、謝罪している。『空想科学読本4』の後書きによると、柳田はこの1巻の設定の間違いに気付いた時、衝撃のあまり『空想科学読本』を絶版にしたいと近藤隆史に申し出たが、「空想科学読本の功績は、多くの読者に、科学に親しむ機会を提供したことだ。読者が自分で考えるきっかけを作ったことだ」という近藤の説得により思いとどまったという。
一方、作品の制作サイドにおいては、本書の「『機動戦士ガンダム』のシャア・アズナブルのヘルメットが無重力下では危険だ」という指摘に対し、それをネタにしたイラストを描いた安彦良和の例がある。また、『ゴジラVS柳田理科雄』の出版においては、東宝がゴジラシリーズの映画で用いられたポスターや写真の提供も行うなどで積極的に協力しているほか、『空想科学漫画読本』シリーズの際には出版社や漫画家の協力で検証用のコマの絵も多数掲載され、『侍ジャイアンツ』の再放送の際や、『魁!!男塾』の公式ガイドブックに柳田が同作の空想科学読本的分析を行うミニコーナーが設けられた例もある。
本書に対する批判書として、山本弘による『こんなにヘンだぞ! 空想科学読本』があり、『空想科学読本1』の文庫版ではそれらの批判も含めた改訂が行われた。
批判が出ることについては柳田自身も『1』の時点で予想しており、『1』の前書きでは「実は既に叱られた」として、ある高名な大学教授に本文の正確性について検証してもらったところ、それ以前の問題として「君、こんな夢を壊すような研究をしてどうするの?」と聞かれた話を紹介している。後にこの批判を逆手に取って、「こんなのやだ」と言って泣いている子供たちと一緒に「こんな、夢を壊すような研究をしてどうする!」というフレーズの入った雑誌および新聞広告が出され、シリーズ累計100万部突破の際には「夢を壊してミリオンセラー!」というナレーションの入ったテレビCMが制作された。

## 挿絵について
本シリーズ及び『空想科学 図書館通信』の挿絵は全て近藤ゆたかによるものであり、科学的に検証した場合の想像図がユーモアを込めたタッチで描かれる。
一例
- ガイキングと思しき巨大ロボットの断面図を、内部機器が全くない空っぽの状態で描き「巨大ロボットの中身はこうなっているに違いない」と見出しを付ける（ガイキングの設定重量は200トンで、検証ではガイキングと同じ大きさのロボットのボディーを厚さ3cmの鉄板で作るとそれだけで重量が200トンに達するため）。
- 本来スリムであるウルトラマンを、ずんぐりむっくりに描く（身長40mの巨人はそういう体型でないと体を支えきれないため）。

しかし、著作権への配慮として、以下のような傾向が指摘されている。
- キャラクターのイラストにおいてはオリジナルからかけ離れるよう描かれている。最初の「タケコプター」や「どこでもドア」の検証でドラえもんの顔を描いておらず、「ドラえもんの体形と野比家の構造」についての検証で、ドラえもんの顔（に近いもの）が描かれた[注釈 10]。また、ゲゲゲの鬼太郎の目玉おやじでは、どう書いても似てしまうためか、目に横線が引いてある｡
- 『空想科学読本』の初版（宝島社刊）ではウルトラマン（ゾフィー、初代、ジャック）の頭から顔の中央にかかる鶏冠（とさか）状の物や体の模様など、テレビの通りであったが、新刊（メディアファクトリー刊）以降では姿がオリジナルと違う様子に描きかえられ、鶏冠もオリジナルとは違うウルトラセブンのアイスラッガー状の形になった。さらに、ウルトラマンの赤い部分を表す黒っぽい着色も、初版ではオリジナルどおりに腰と膝だけ着色していたが、新刊では腰から足首まで両脚のほぼ全体が着色されている。
- 挿絵の解説文でも本文とは違ってキャラクターの名前は意図的に書かず、「猫型ロボット、丸型ロボット（ドラえもん）」「正義のヒーロー（ウルトラマン・ウルトラセブンなど）」「カメ怪獣（ガメラ）」などという風に、作品中の別名及び形容とも異なる、曖昧な表現を用いている。

ただし、『ジュニア空想科学読本』の藤嶋マル並びにきっかの挿絵は、一瞥して元ネタのキャラクターであることが分かるものになっている。

## 関連書籍

### ジュニア空想科学読本
2013年からはKADOKAWAの角川つばさ文庫から、2016年からは汐文社（愛蔵版）から、児童書として『ジュニア空想科学読本』シリーズも出版されている。2019年時点では本家の『空想科学読本』よりもこちらの刊行がメインになっている。2024年3月現在、角川つばさ文庫版は1 - 28、汐文社版は1 - 24が刊行されている。2018年夏に累計100万部を突破した。
内容は、当初は『空想科学読本』シリーズの原稿を元に児童向けに改稿したものであったが、次第に原稿のストックが尽きたため、現在では『空想科学 図書館通信』の原稿を大幅に加筆・修正した書き下ろし原稿が中心となっている。
当初は1巻のみの出版の予定だったが（そのため角川つばさ文庫版第1巻にはナンバリングがない）、好評のため続巻された。
角川つばさ文庫版は当初は年に1度の刊行であったが、第3巻以後は年3回の刊行となっている。
汐文社版には、巻末に『これはすごいよ!空想科学作品案内!』と題し、筆者・柳田理科雄一押しのフィクション作品を紹介するコーナーが収録されている。
角川つばさ文庫版は2025年4月9日に全30巻でシリーズ完結。

### 空想科学読本シリーズ
1999年の『論争!』までは木原浩勝が企画監修している。
- 空想歴史読本 - 円道祥之 著
- 空想法律読本 - 盛田栄一 著
- 空想科学映画読本シリーズ
- 空想科学漫画読本シリーズ
- 空想科学日本昔話読本
- 空想科学生活読本
- 空想科学論争! - 柳田理科雄・円道祥之 著
- 空想非科学大全 - 柳田理科雄 著
- 空想英語読本 - Matthew Fargo 著
- 空想科学大戦!シリーズ（漫画作品）

#### 特定作品・シリーズを題材にしたもの
- イナズマイレブン科学研究所
- 戦国BASARA科学研究所
- ポケモン空想科学読本（既刊4巻、オーバーラップ刊） - 2017年時点で累計15万部を発行[19]
- 進撃の巨人空想科学読本（講談社刊）
- スター・ウォーズ空想科学読本（講談社刊）
- マーベル空想科学読本（講談社刊）
- うんこドリル空想科学読本（既刊2巻、文響社刊）
- PIXAR ピクサー空想科学読本（講談社刊）
- 名探偵コナン空想科学読本（小学館刊・小学館ジュニア文庫）

### 批判本
- 山本弘『こんなにヘンだぞ!『空想科学読本』』太田出版、2002年。ISBN 4-87233-659-3。